# Nghĩa địa Innocents

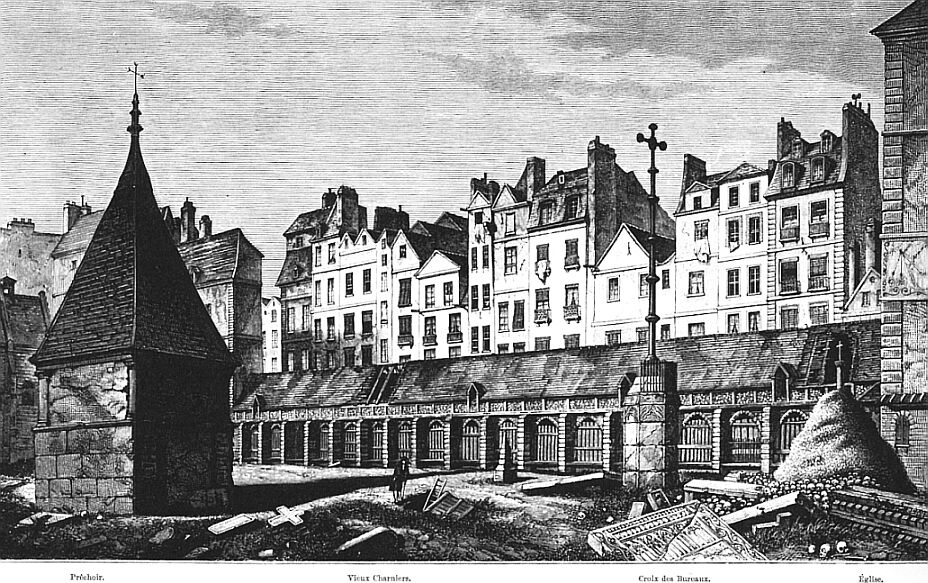
Nghĩa địa Innocents

Nghĩa địa Innocents (tiếng Pháp: Cimetière des Innocents) là một nghĩa địa cũ của thành phố Paris, hiện nay không còn tồn tại. Xuất hiện từ trước thế kỷ 10, Innocents trước kia vốn thuộc ngoại ô thành phố, nhưng hiện nay là vị trí của quảng trường Joachim du Bellay, khu vực trung tâm của Paris.
Không biết chính xác Innocents được bắt đầu từ khi nào, nhưng vào thế kỷ 10 nghĩa trang này đã tồn tại. Vào năm 1137, để thay thế cho nhà nguyện cũ, Louis VI cho xây dựng một nhà thờ mới dành cho những đứa trẻ ngây thơ đã bị tàn sát theo truyền thuyết trong Kinh Thánh. Philippe Auguste dùng số tiền tịch thu của những người Do Thái, tiếp tục mở rộng nhà thờ, xây một bức tường bao cao 3 mét. Dần dần, nơi đây trở thành nghĩa địa của giáo khu bên tả ngạn và dành cả cho những người chết đuối ở sông Seine cùng các nạn nhân dịch bệnh.
Thế kỷ 16, diện tích nghĩa địa Innocents khoảng gần gấp đôi quảng trường Joachim du Bellay ngày nay và được trang trí bằng một vài tượng đài. Năm 1549, nhờ dịp vua Henri II lên ngôi, nhà điêu khắc Jean Goujon dựng một đài phun nước nằm gần nhà thờ. Khi vua Louis XIV cho mở rộng phố Ferronnerie, nhà để di cốt Lingères bị phá bỏ.
Tới năm 1790, vì vấn đề vệ sinh, nghĩa địa Innocents phải đóng cửa. Ước tính đã có khoảng 2 triệu người dân Paris từng được chôn cất ở đây. Các hài cốt của nghĩa địa Innocents được chuyển về Hầm mộ Paris, nhà thờ cùng các nhà để di cốt đều bị phá bỏ. Năm 1788, thành phố cho mở một chợ buôn bán ở khu vực này. Năm 1865, đài phun nước Innocents, tác phẩm của Jean Goujon, sau một vài lần thay đổi vị trí, được đặt ở trung tâm của Les Halles như hiện nay. Còn khu chợ bị đóng cửa từ năm 1858.
Khu vực của nghĩa địa Innocents ngày nay thuộc trung tâm thành phố Paris, một những khu thương mại quan trọng nhất.